# مدوژیه-سانکووا

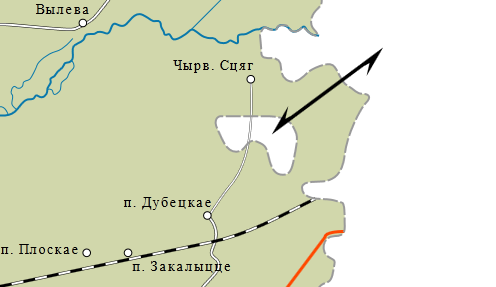
درون‌بوم سانکُوو-مِدوِژیه

مدوژیه-سانکووا (به روسی:Медвежье-Саньково) یکی از برون‌بومهای کشور روسیه محاط در خاک بلاروس است.
مساحت این برون‌بوم (۴۵۴ هکتار یا ۴٫۵ کیلومترمربع) است.
این برون بوم روسیه واقع در جنوب شرقی بلاروس، بین (Чырв. Сцяв) و (П. Дубецкае) قرار دارد و از روستای دوبرادیفکای روسیه، تنها ۵ کیلومتر فاصله دارد.
مدوژیه-سانکووا بخشی از استان بریانسک به شمار می‌رود. مدوژیه-سانکووا از معادن نفت و گاز برخوردار است. مدوژیه-سانکووا و همچنین استان کالینینگراد دو برون‌بوم کشور روسیه هستند.
در حال حاضر این سرزمین، فاقد سکنه است. اما به علت عدم وجود ایستگاه گمرک در جاده‌های محلی این سرزمین، عوامل قاچاق کالا از جاده‌های محلی این سرزمین استفاده می‌کنند.